# アンリ・エルツ

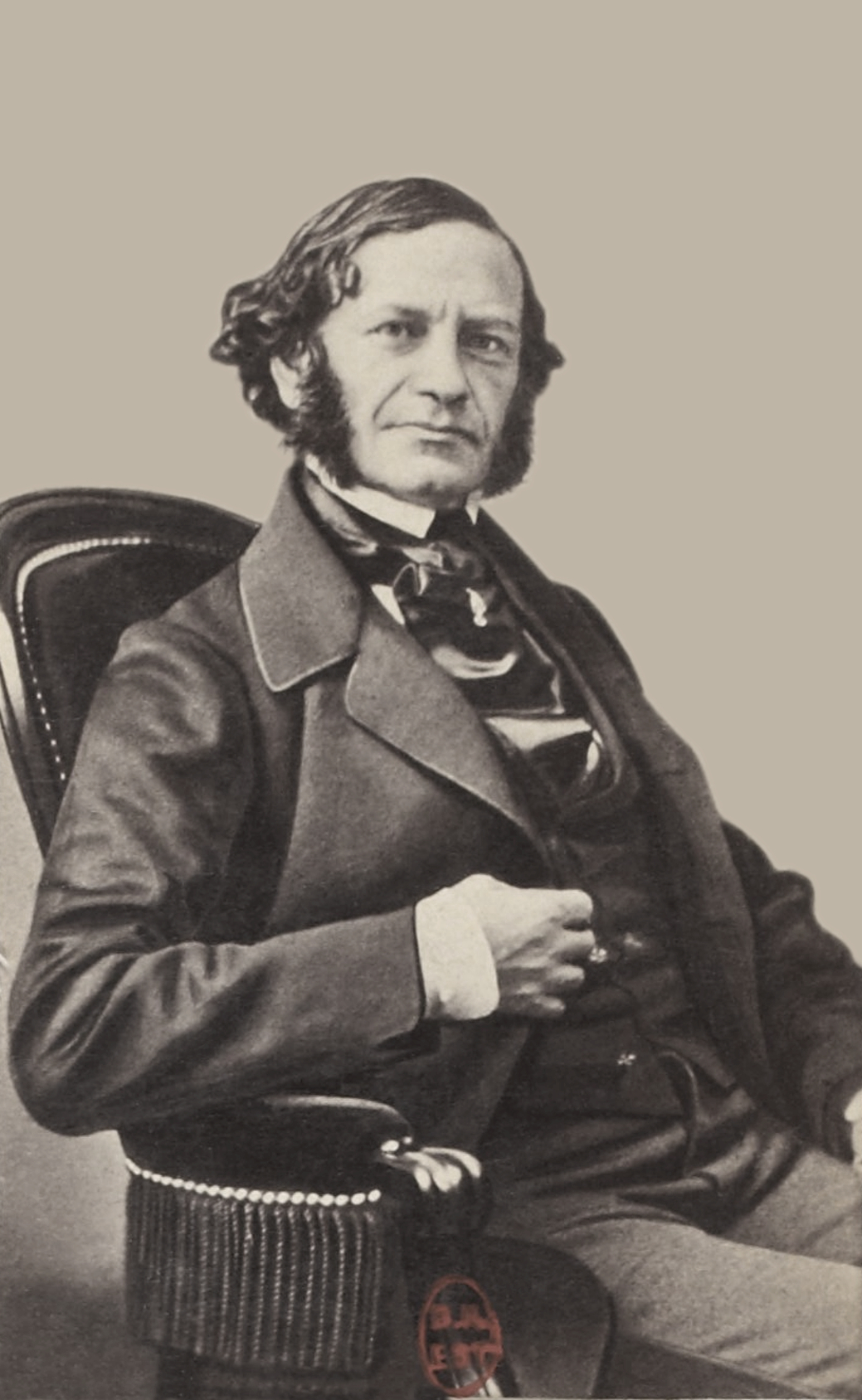
アンリ・エルツ

アンリ・エルツ（Henri Herz, 1803年1月6日 - 1888年1月5日）は、オーストリア出身のフランスのピアニスト・作曲家。
ウィーンに生まれ、幼児期に父親とコブレンツのダニエル・ヒュンテンに音楽の手ほどきを受ける。1816年にパリ音楽院に入学し、ルイ＝バルテレミ・プラデールとヴィクトル・ドゥルランとアントニーン・レイハに師事。超絶技巧のピアニストとしてヨーロッパ全土とロシア帝国、アメリカ合衆国で演奏旅行を行なった。海外体験について記した著書『アメリカ紀行』を残している。
リスト、ジギスモント・タールベルク、ヨハン・ペーター・ピクシス、カール・チェルニー、ショパンとともに《ヘクサメロン（ベッリーニの歌劇「清教徒」の行進曲の主題よる演奏会用の華麗な大変奏曲）》（1837年）を共作した。リストはその後も、《音楽によるブロックヴィル侯爵夫人の肖像》において、エルツ作品を改作ないしは編曲している。
エルツは1836年にダクティリオン（Dactylion）という名の、手に装着する練習器具を開発し、発表した。